# 萨鲁莱
萨鲁莱（義大利語：Sarule），是意大利撒丁大区努奥罗省的一个市镇。总面积52.65平方公里，人口1807人，人口密度34.3人/平方公里（2009年）。ISTAT代码为091077。